# Mouzon (Charente)
 Mouzon  es una comuna y población de Francia, en la región de Poitou-Charentes, departamento de Charente, en el distrito de Confolens y cantón de Montembœuf.
Está integrada en la Communauté de communes de Haute Charente .

## Demografía[2]
| 531 | 587 | 576 | 591 | 602 | abs. | 654 | 640 | 630 | 579 | 603 | 515 | 541 | 535 | 541 | 546 | 562 | 558 | 554 | 509 | 453 | 467 | 421 | 376 | 291 | 285 | 246 | 240 | 193 | 160 | 155 | 149 | 152 |
| Para los censos de 1962 a 1999 la población legal corresponde a la población sin duplicidades (Fuente: INSEE [Consultar]) |     |     |     |     |      |     |     |     |     |     |     |     |     |     |     |     |     |     |     |     |     |     |     |     |     |     |     |     |     |     |     |     |

## Lugares y monumentos[1]

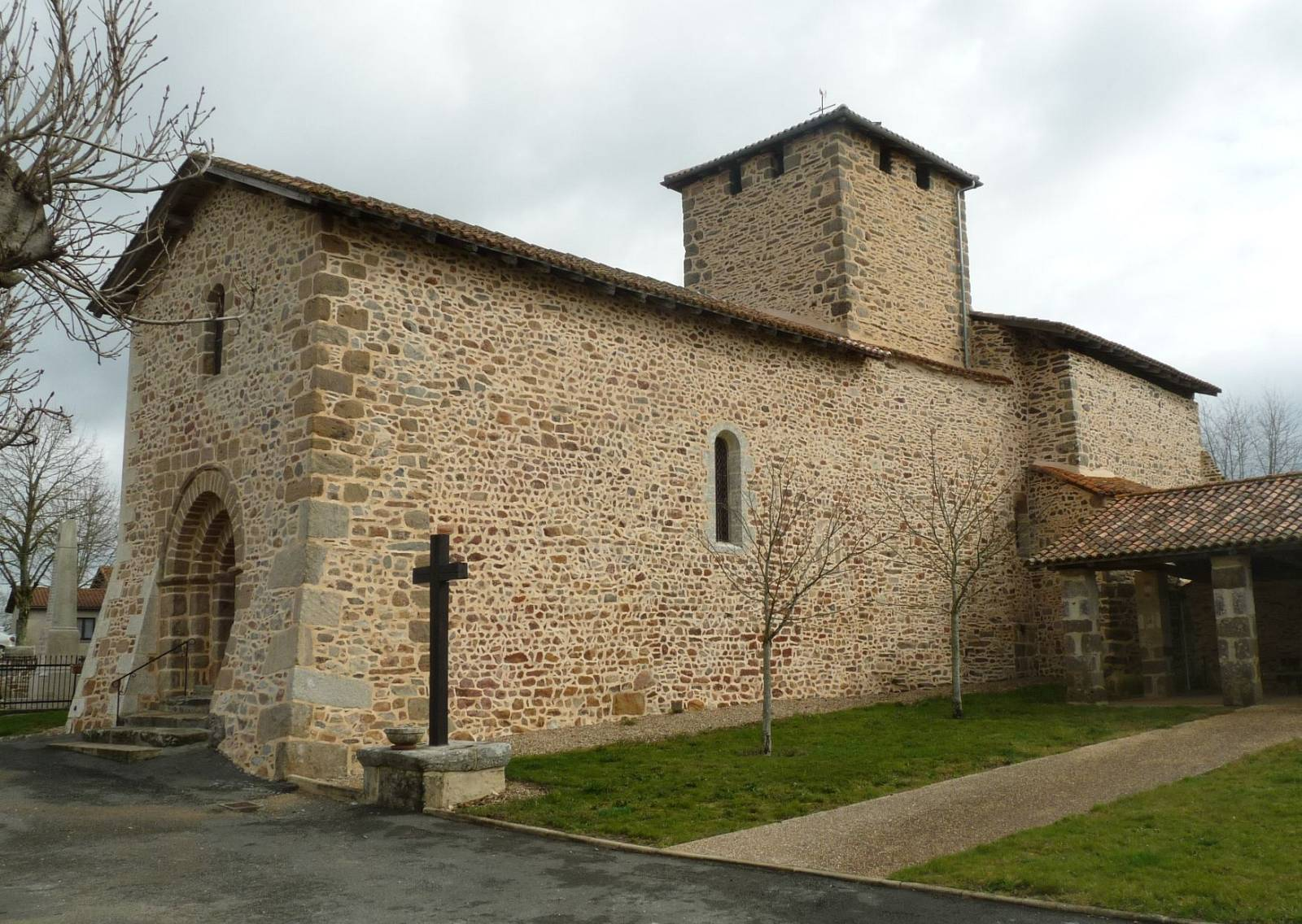
Iglesia de Saint Martin con el mercado a su derecha.

- Iglesia de Saint Martin, románica, del siglo XI.
- Mercado (halles), situado junto a la iglesia, también el siglo XI.
- Fuente de Saint Martin, que fue de devoción, pues se la suponía beneficiosa para tratar el reumatismo.